# Saccopteryx
Genre
Saccopteryx est un genre de chauves-souris insectivores.

## Liste des espèces
- Saccopteryx antioquensis Muñoz and Cuartas, 2001
- Saccopteryx bilineata (Temminck, 1838)
- Saccopteryx canescens (Thomas, 1901)
- Saccopteryx gymnura (Thomas, 1901)
- Saccopteryx leptura (Schreber, 1774)